# Якушево (Костромская область)
Якушево — деревня в Судиславском сельском поселении Судиславского района Костромской области России. 

## География
Деревня расположена недалеко от остановочного пункта Андоба железнодорожной ветки Кострома — Галич.

## История
Согласно Спискам населенных мест Российской империи в 1872 году деревня относилась к 1 стану Костромского уезда Костромской губернии. В ней числилось 17 дворов, проживали 31 мужчина и 42 женщины.
Согласно переписи населения 1897 года в деревне проживало 79 человек (29 мужчин и 50 женщин).
Согласно Списку населенных мест Костромской губернии в 1907 году деревня относилась к Завражьинской волости Костромского уезда Костромской губернии. По сведениям волостного правления за 1907 год в ней числилось 24 крестьянских двора и 101 житель. В деревне имелась ветреная мельница, порошковый и кирпичный заводы. Основным занятием жителей, помимо земледелия, была работа бондарями.
До муниципальной реформы 2010 года деревня входила в состав Глебовского сельского поселения Судиславского района.

## Население
| 2008 | 2010 | 2014 |
| ---- | ---- | ---- |
| 5    | ↘3   | →3   |